# Симетрија тела
Под симетријом тела подразумевамо организацију појединих делова тела према одређеним осама симетрије. Потпуно одсуство симетрије (асиметрија) присутно је код неких протиста, појединих гљива, и ретких животиња и биљака.